# デイヴィッド・グロスマン
デイヴィッド・グロスマン（David Grossman, 1954年1月25日 - ）はイスラエルの作家。エルサレム出身。ヘブライ大学卒業。

## 著作
- 『ヨナタンは名たんてい』（母袋夏生／訳、光村教育図書、2014年7月）
- 『ライオンの蜂蜜（新・世界の神話）』（母袋夏生／訳、角川書店、2006年8月）
- 『死を生きながら イスラエル1993－2003』（二木麻里 訳 / みすず書房、2004年4月）
- 『ユダヤ国家のパレスチナ人』（千本健一郎／訳、晶文社、1997年3月）
- 『ヨルダン川西岸 アラブ人とユダヤ人』（千本健一郎／訳、晶文社、1992年2月）

## 受賞歴
- ネリー・ザックス賞 （1991年）
- ドイツ書籍協会平和賞 （2010年）
- メディシス賞外国小説部門 （2011年）
- ブッカー国際賞 （2017年)
- イスラエル賞 （2018年)
- エラスムス賞 （2022年)